# Leif Varmark
Leif Varmark (født 1941) er en dansk folkemusiker, sangskriver, anarkist og tidligere politiker fra Venstresocialisterne.
Varmark blev i 1960 uddannet kontorassistent, arbejdede hos Egnsplansekretariatet i København og på stadsarkitektens kontor i Gladsaxe, og var i 1960'erne aktiv i Kampagnen mod Atomvåben. I 1970 var han medstifter af Thylejren.
Sommeren 1968 oprettede han sammen med VS'eren Henning Prins bladet HÆTSJJ med et lån fra Leif Panduros Holdningsløse Tidende, hvor det optrådte som et nys. Inden da havde han bidraget til tidsskriftet Superlove, der redigeredes af australieren George Streeton og Anette Holm. HÆTSJJ blev senere overtaget af Bjørn Nørgård og Ole Grünbaum.
1971 komponerede Leif Varmark melodien til Skipper Clements Morgensang  med tekst af Ebbe Kløvedal Reich. 1973-83 studerede han folkloristik på Københavns Universitet og var 1974-77 litteraturkritiker ved Dagbladet Information. Han blev tilknyttet Skælskør Folkehøjskole, hvor han 1986-87 var lærer. 1989-92 virkede Varmark som forlagsmedarbejder ved Tiderne Skifter, Københavns Bogforlag og Politisk Revy. Han har udgivet nogle eventyrbøger og er engageret i økologiske tiltag. I 2006 oprettede han hjemmesiden Balladeskolen.dk, som præsenterer traditionelle danske (middelalder)ballader i teori og praksis. 2008 tog han certifikat i Permakultur. Fra 2009 gik Leif Varmark over til at spise udelukkende plantekost uden animalske produkter og driver nu hjemmesiderne Plantemad.dk og DrMcDougallDanmark.dk, som bygger på videnskabeligt materiale ang. kost, sundhed og sygdom.
Varmark er også kendt for en kontroversiel udtalelse, der placerer ham på den revolutionære venstrefløj: "For at arbejderne kan leve, må de dræbe kapitalisterne. For at arbejderklassen kan komme til magten, må den sende borgerskabet i døden.... Der er for lidt had her i verden, og det bor i de forkerte hjerter. Der er for få våben her i verden, og de ligger i de forkerte hænder."

## Udgivelser
- (sammen med Morten Thing og Anna-Lise Malmros, red.), De røde synger, København: Politisk Revy 1981. ISBN 87-85186-78-3
- Skrækeventyr for børn og voksne, Politisk Revy. ISBN 8773781207
- Kvinde-eventyr, Politisk Revy. ISBN 8773781320
- Flere kvinde-eventyr, Politisk Revy 1995. ISBN 8773781355
- Grundtvigsange, 1973. LP, akkompagneret af "Tømrerclaus" (Claus Clement Pedersen), Søren Seirup fra ”Steppeulvene” og Henning Kløvedal. Jfr. www.ponty.dk/varmark01.htm